# 选帝侯大街
选帝侯大街（德語：Kurfürstenstraße）位于德国首都柏林米特区的分区蒂尔加滕境内，并组成分区舍讷贝格与市辖区滕珀尔霍夫-舍讷贝格之间的分界。虽然道路用地及人行道归属蒂尔加滕管辖，但其南部地块隶属于舍讷贝格。选帝侯大街站服務該街。